# الگنستد
الگنستد (به آلمانی: Algenstedt) یک منطقهٔ مسکونی در آلمان است که در گراده‌لگن واقع شده‌است.

## خصوصیات
الگنستد ۹٫۸۲ کیلومترمربع مساحت دارد ۳۸ متر بالاتر از سطح دریا واقع شده‌است.